# Tomáš Břečka
Tomáš Břečka (* 12. května 1994) je český fotbalový obránce, momentálně působící v 1 FC Slovácko, kam se vrátil z tureckého klubu Kasımpaşa SK. Hraje na postu středního obránce a kope levou nohou. V roce 2018 si zahrál s Jabloncem základní skupinu Evropské ligy.

## Klubová kariéra

### 1.FC Slovácko
Břečka je odchovancem FC Morkovice, kde působil v přípravce a v žácích. Ve vzájemném utkání mladších žáků FC Morkovice proti 1. FC Slovácku si ho vyhlédl právě klub z Uherského Hradiště, kde přestoupil a úspěšně prošel ostatními týmy 1. FC Slovácka. V A-týmu Slovácka se poprvé představil v květnu 2013.
V 1. české lize debutoval 26. 7. 2014 proti SK Slavia Praha (prohra 1:2), šel na hřiště na poslední minutu zápasu. V základní sestavě nastoupil v lize poprvé 30. srpna 2014 proti 1. FK Příbram (výhra 4:1).
Premiérovou branku v Synot lize zaznamenal 29. listopadu 2014 proti Bohemians 1905 (výhra 2:1), vstřelil vítězný gól.

### FK Jablonec
Před sezónou 2018/19 vyplatil FK Jablonec Slovácku výstupní klauzuli ve výši 7 milionů korun a Břečku přivedl do týmu. S týmem si na podzim téže sezóně zahrál základní skupinu Evropské ligy, v ní však nastoupil jen do 2 zápasů na celkem 3 minuty. V jarní části se propracoval do základní sestavy a na podzim 2019/20 nastoupil v 18 z 20 utkání a vstřelil 2 branky.

### Kasımpaşa SK
V lednu 2020 vynesly Břečkovi spolehlivé výkony zahraniční angažmá. Přestoupil do istanbulského klubu Kasımpaşa SK hrající nejvyšší tureckou soutěž. Ihned se usídlil v základní sestavě a ve většině zápasů jarní části, kdy byl k dispozici, odehrál 90 minut. Dne 24. ledna 2020 vstřelil v domácím zápase s Denizlisporem svůj první gól v turecké lize. Do října 2020 s ním v klubu působil i další Čech, David Pavelka, který mu v začátcích angažmá pomáhal s aklimatizací.